# Richard de Clare, 2. hrabě z Pembroke
Richard de Clare, 2. hrabě z Pembroke, známý také jako Richard FitzGilbert, přezdívaný též Strongbow (1130 – 20. dubna 1176) byl anglo-normanský šlechtic, známý především svou klíčovou úlohou při anglo-normanské invazi do Irska, která nakonec znamenala podrobení Irska Anglii na několik století.

## Život
Richard byl synem Gilberta de Clare, 1. hraběte z Pembroke a Isabel de Beaumontové. Richardův otec zemřel asi v roce 1148, když synovi bylo zhruba 18 let. Je sporné, zda otcův titul byl skutečně králem uznán. Každopádně při korunovaci Jindřicha II. v roce 1154 byl Richard titulu zbaven za to, že se postavil na stranu anglického krále Štěpána III. proti Jindřichově matce, římské císařovně Matyldě. Jeho postavení bylo tudíž velmi vratké, když se v roce 1167 setkal s Diarmaitem Mac Murchadou, sesazeným králem Leinsteru. Vstup do jeho kauzy byl pro Richarda cestou, jak obnovit svou společenskou prestiž.
Mac Murchada byl v roce 1167 sesazen nejvyšším králem Irska Ruaidrím Ua Conchobairem. Důvodem bylo, že Mac Murchada v roce 1152 unesl Dervorgillu, manželku krále Breifne Tiernana O'Rourka (irsky: Tighearnán Ua Ruairc). Aby získal zpět své království, Mac Murchada požádal o pomoc anglického krále Jindřicha II. Setkal se s Jindřichem v Akvitánii na podzim roku 1166, ale Jindřich mu odmítl pomoci. Dovolil mu nicméně hledat podporu u anglických šlechticů. To se Mac Murchadovi dlouho vůbec nedařilo, až se konečně setkal s Richardem de Clare. Za jeho pomoc mu Mac Murchada slíbil svou nejstarší dceru Aoife (irsky: Aífe) a nástupnictví na leinsterském trůnu. Richard požádal o oficiální souhlas s výpravou krále Jindřicha, ale dva roky se Jindřich nevyjádřil. Strongbow dal případ k soudu, který uznal jeho právo k výpravě i bez králova souhlasu. 23. srpna 1170, když se Richard nalodil v Milford Haven, však dorazil královský posel, aby podnik zakázal. Strongbow se rozhodl přesto vyplout, Jindřichovi navzdory.
Spojené síly De Clara a Mac Murchady dobyly v rychlém sledu Wexford, Waterford a Dublin, mezi lety 1169 a 1170. Uprostřed bojů, v květnu 1171 Diarmait Mac Murchada zemřel. 26. srpna 1171 se Richard de Clare v Reginaldově věži ve Waterfordu oženil s Mac Murchodovou dcerou. Murchadův syn Donal MacMurrough-Kavanagh (irsky: Domhnall Caemanach mac Murchada) si nárokoval leinsterský trůn. Richard de Clare tak učinil také, na základě dohody se zesnulým králem a manželství s jeho dcerou.
Strongbow zároveň v té době cítil, že král Jindřich II. je zneklidněn jeho rostoucí mocí v Irsku a mohl by pomoci jeho oponentovi. Poslal tedy za Jindřichem svého strýce Hervey de Montmorencyho k jednání. Jindřich souhlasil s kompromisem. Jeho podmínky byly takovéto: Richard de Clare si bude moci ponechat své pozemky ve Francii, Anglii, Walesu a jedno irské hrabství (Kildare), pakliže Jindřichovi předá Dublin, Waterford a další získané irské pevnosti a pomůže mu v nadcházející válce s Francií. Richard souhlasil.
Jindřich II. přijel do Irska v říjnu 1172 a zůstal tam šest měsíců. Téměř na všechna důležitá místa jmenoval své lidi. Mnozí irští velmožové celou věc vnímali jako epizodu, ale čas ukázal, že šlo o velký dějinný mezník. Jindřich II. totiž v důsledku uvedených peripetií začal uplatňovat nárok na titul irského krále. Byl to začátek anglické nadvlády nad Irskem trvající až do začátku 20. století.
Richard v roce 1173 skutečně odešel bojovat do Francie. Za úspěch v bojích mu byl vrácen titul pána Leinsteru. V roce 1174 byl těžce poražen v Connachtu, ale vládu v Leinsteru udržel. Richard de Clare zemřel v červnu 1176 na nějaký typ infekce v noze. Byl pohřben v Katedrále Nejsvětější Trojice v Dublinu, zádušní mši celebroval jeho strýc Lawrence, dublinský arcibiskup. Vzápětí poté Jindřich II. zabral všechny Strongbowovy země a hrady pro sebe a ustanovil nad nimi královského úředníka.
Richardova dcera Isabela si vzala za muže Viléma Maréchala, jednoho z nejslavnějších rytířů své doby.